# Hans Ankwicz-Kleehoven
Hans Ankwicz-Kleehoven (Böheimkirchen, 1883. szeptember 29. – Bécs, 1962. október 1.) osztrák művészettörténész, könyvtáros.

## Élete
1902 és 1906 közt Bécsben és Berlinben történelmet és művészettörténetet tanult, történelem szakos diplomáját 1906-ban Bécsben szerezte. Dioktori munkája címe Dr. Johann Cuspinian. Sein Leben und Werke. Ezután közszolgálatba lépett, s az Oktatási Minisztérium könyvtárában dolgozott. 1915-től a Művészeti és Ipari múzeumban (ma: Museum für angewandte Kunst, azaz Iparművészeti Múzeum) kezdett dolgozni. Az első világháborúban 1915-től 1918-ig szolgált, ezután visszatért múzeumi állásához, ahol 1925-ben a könyvtár vezetőjévé nevezték ki. 1939-ben édesanyja zsidó származása miatt kénytelen volt nyugdíjba vonulni. A második világháború után, 1945-ben a Bécsi Képzőművészeti Akadémia könyvtárának igazgatójává nevezték ki. 1920 és 1939 közt, majd 1945-től a Wiener Zeitung című lap művészeti tanácsadója volt. Bécsben a Pötzleinsdorf temetőben található családi sírboltba temették.

## Válogatott munkái
- Historische und kunsthistorische Arbeiten, unter anderem Cuspinians Briefwechsel. 1933
- Hodler und Wien, 1950
- Documenta Cuspiniana. Urkundliche und literarische Bausteine zu einer Monographie über den Wiener Humanisten Dr. Johann Cuspinian. Rohrer, Wien 1957.
- Der Wiener Humanist Johannes Cuspinian. Gelehrter und Diplomat zur Zeit Kaiser Maximilians I. Böhlau, Graz, Köln 1959.

## Fordítás
- Ez a szócikk részben vagy egészben  a   Hans Ankwicz-Kleehoven című német Wikipédia-szócikk ezen változatának fordításán alapul.  Az eredeti cikk szerkesztőit annak laptörténete sorolja fel. Ez a jelzés csupán a megfogalmazás eredetét és a szerzői jogokat jelzi, nem szolgál a cikkben szereplő információk forrásmegjelöléseként.